# Larchmont
Larchmont is een plaats in Westchester County in de Amerikaanse staat New York met een populatie van 6.630 personen (telling 2020). Als village (dorp) is het gesitueerd in de town (gemeente) Mamaroneck aan de kust van Long Island Sound op ongeveer 18 mijl van Manhattan.
De aanduiding town  of village dient echter niet te worden verward met het Nederlandse begrip stad of dorp. Het heeft enkel betrekking op de bestuurlijke indeling van de staat New York.

## Plaatsen in de nabije omgeving
De onderstaande figuur toont nabijgelegen plaatsen in een straal van 8 km rond Larchmont.

## Galerij

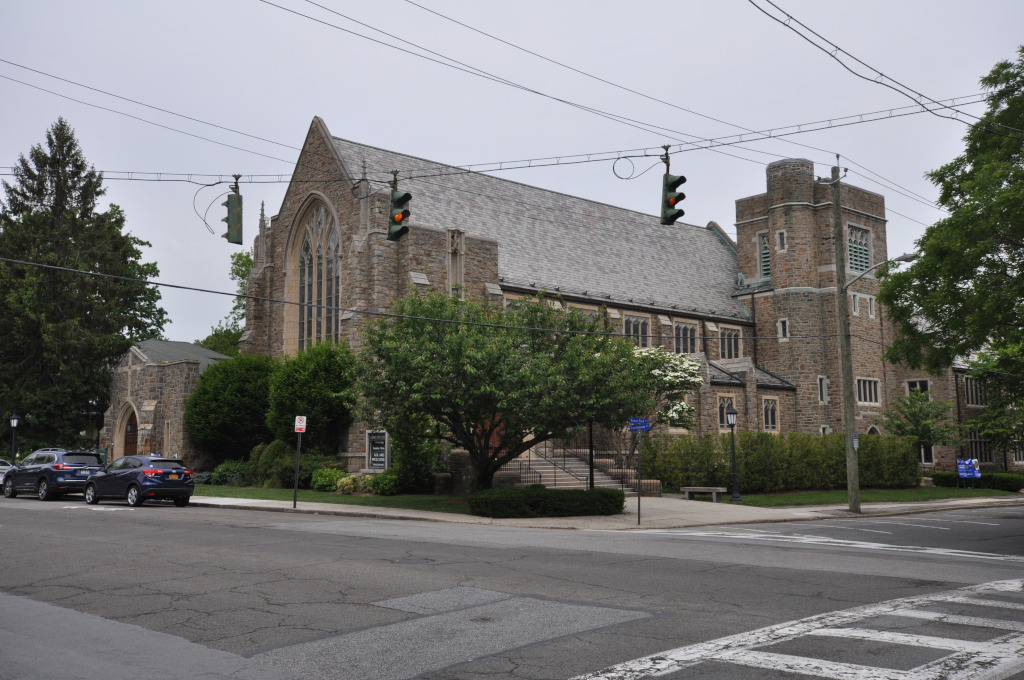
Kerk in Larchmont
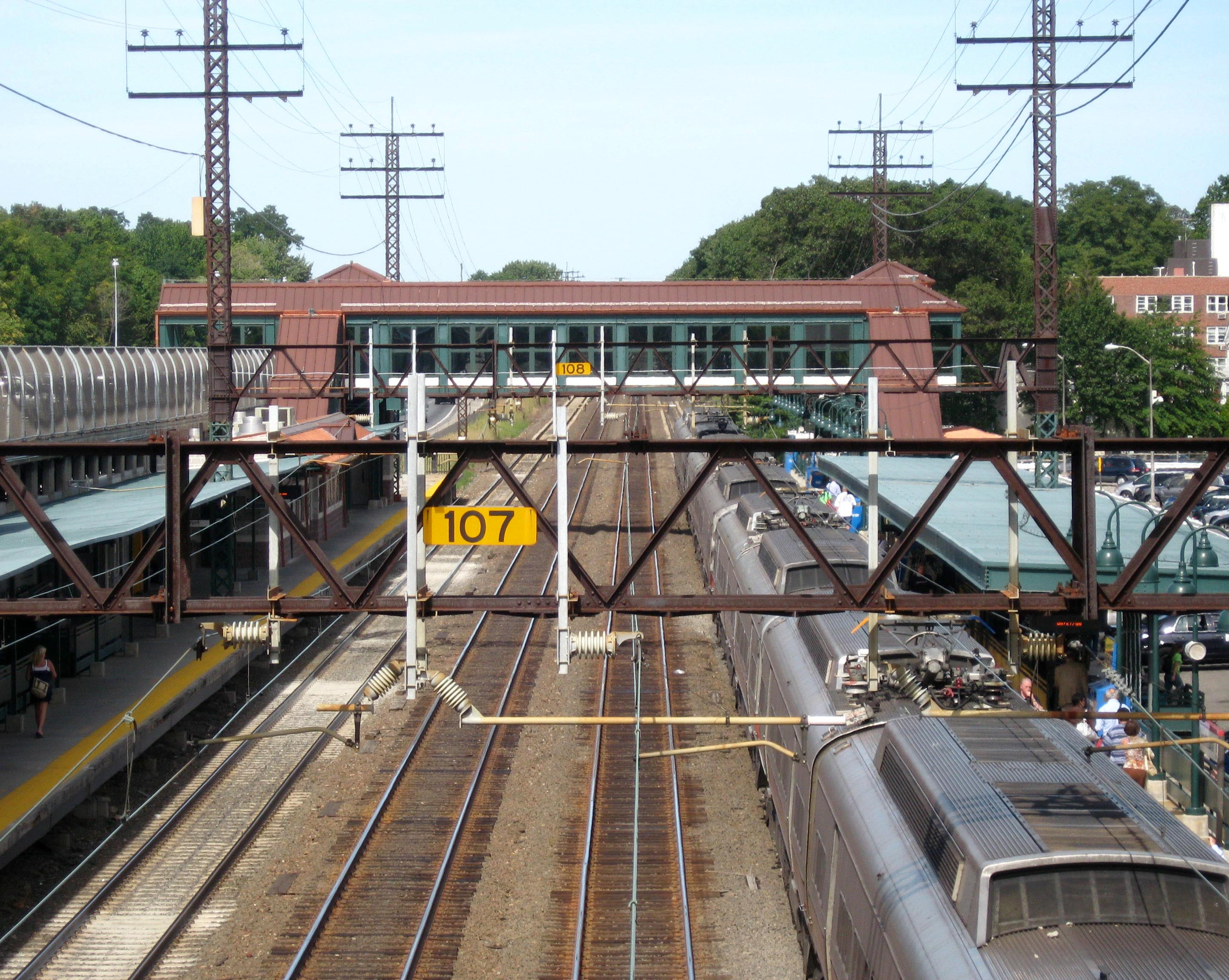
Station Larchmont aan de New Haven Line
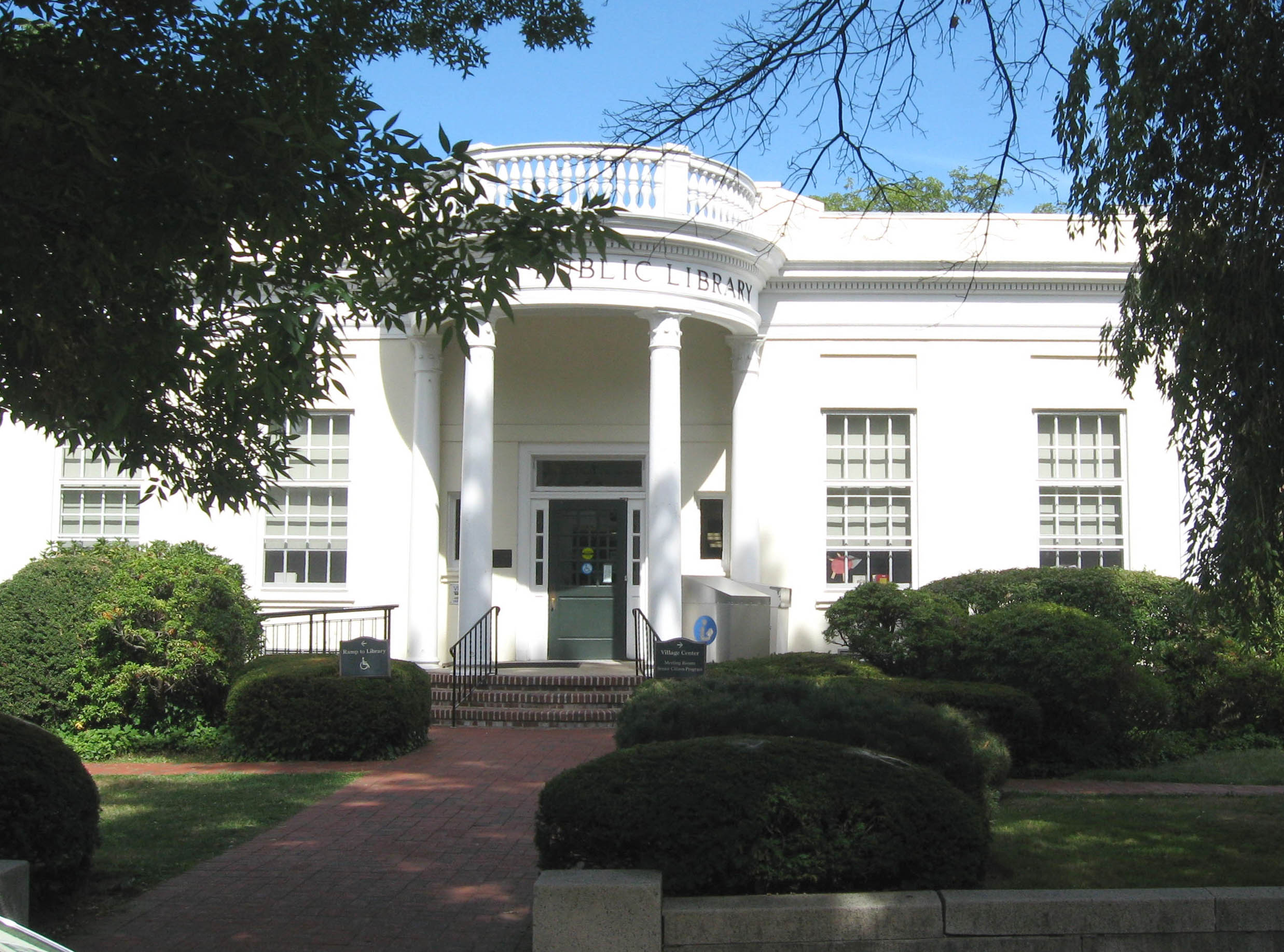
Bibliotheek
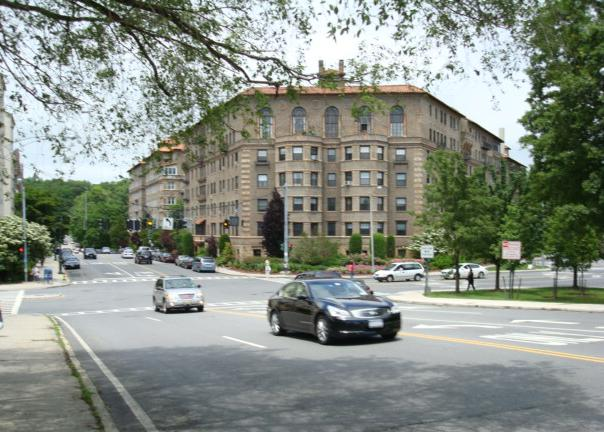
Chatsworth Gardens Appartementen